# Брадавичест чашкодрян
Брадавичестият чашкодрян (Euonymus verrucosus) е храст от семейство чашкодрянови, висок до 3 m. Младите му клонки са голи, зелени и покрити с кръгли коркови брадавици, а листата му, са дълги до 9 cm и ситно назъбени. Цветовете на растението са кафеникави, събрани в цъцветия на тънка дръжка. Плодовете са четириделни със закръглени дялове, червеникави. Брадавичестият чашкодрян се среща в горите и храсталаците на средния планински пояс до височина около 1500 m.

## Морфология
Растението представлява храст с високи 1 – 3 м стъбла, силно разклонени. Кората плитко напукана, сива или сивочерна. Младите клонки са тънки, зелени, голи, с многобройни тъмнокафяви или черни коркови брадавички. Листата са срещуположни, елиптични, яйцевидно ланцетни или яйцевидни, назъбено напилени. Цветовете – зеленикави, събрани в цимозно съцветие. Плодът е четириделна, розово до жълто – червена кутийка. Семената са черни, лъскави, до половината покрити със сочна пурпурна обвивка. Цъфти април-юни. Плодоносите – август-септември.
Растението е характерно и за района на Шуменското плато. За лечебни цели се използват листата на чашкодряна.
От кората на корена и стъблото се получава ценният продукт гута. Дървесината служи за изработка на дребни предмети и музикални инструменти.
- Цвят
- Плод
- Кора